# Monumento funebre di Bartolomeo Aragazzi
Il monumento funebre di Bartolomeo Aragazzi è un gruppo scultoreo per lo più marmoreo che si trovava nel duomo di Montepulciano. Costruito verso tra il 1427 e il 1438, fu opera della bottega di Donatello e Michelozzo, anche se si ritiene prevalentemente come opera del solo Michelozzo. Venne smatellate e oggi si trova divisa in frammenti sparsi per la chiesa e altri luoghi. L'opera viene in genere indicata come il primo monumento funebre "umanistico" conosciuto.

## Storia
Bartolomeo Aragazzi era arciprete della cattedrale, originario di un'agiata famiglia del luogo. Il suo monumento funebre è in marmo di Carrara ed è oggi diviso in sette frammenti murati in luoghi diversi, per via dello smantellamento e ricollocazione del secondo decennio del Seicento, quando l'antica pieve fu demolita e venne costruito il nuovo Duomo. 
La genesi dell'opera fu lunga. L'umanista morì appena quarantenne nel 1427 e il padre, sopravvissutogli, riprese i primi contatti per il monumento già ordinato dal fratello in vita. Scomparso appena tre mesi dopo, l'incarico passò all'anziano fratello Jacopo, arciprete della pieve, scomparso a sua volta nel 1431. Infine due lontani parenti, nominati esecutori testamentari di Bartolomeo, provvidero a far terminare l'opera. In ogni caso è verosimile pensare che il progetto risalga al 1427, e che fu visto e approvato dallo stesso committente.
Tra le tracce d'archivio dell'antico monumento resta una descrizione legata alla visita apostolica di monsignor Angelo Peruzzi nel 1583, che riporta anche il contenuto della targa bronzea, trascritto anche da monsignor Spinello Benci in una Storia di Montepulciano del 1646. Il testo, che contiene anche le tre righe finali oggi perdute, permette di ricostruire un'altezza originaria della lastra attorno ai 76 cm, al pari dei rilievi istoriati.

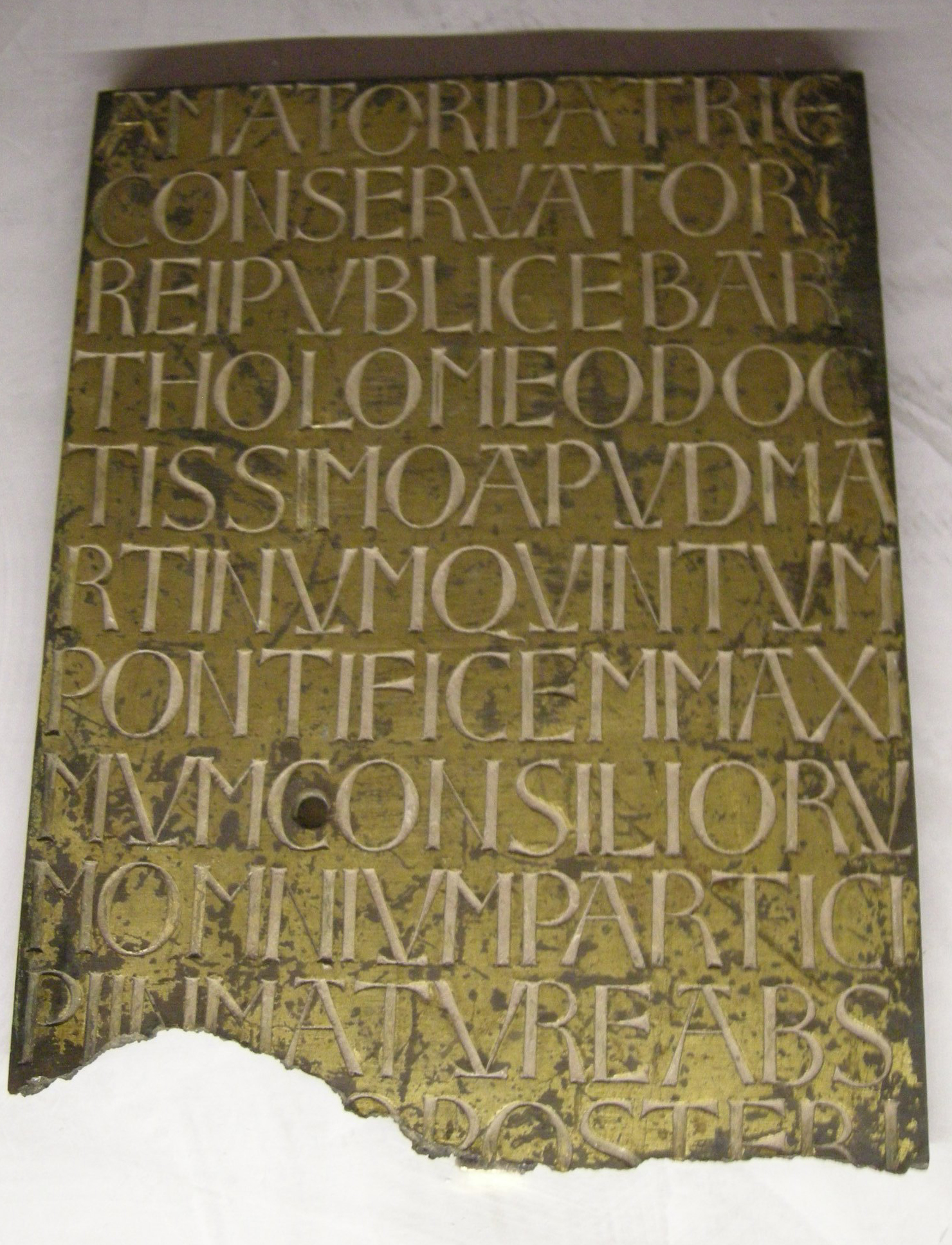
Epigrafe del monumento Aragazzi

## Descrizione
La maggior parte dei frammenti si trova ancora a Montepulciano: due statue a tutto tondo, forse Angeli o Virtù (presso l'altare del Duomo), la figura distesa del defunto (in controfacciata), l'altorilievo del Dio Padre (o forse Cristo o ancora San Bartolomeo, lungo la navata), un fregio con putti reggifestone (oggi gradino dell'altare maggiore), nonché due formelle a bassorilievo con scene di difficile interpretazione, che alludono probabilmente alla vita ultraterrena del defunto (sui pilastri della navata).
Due angeli in volo, sottratti ai primi del XIX secolo, si trovano oggi al Victoria and Albert Museum di Londra. La lastra bronzea con la dedica, una delle prime testimonianze dell'uso del carattere capitale latino (antiquae litterae, sebbene ispirate in realtà a modelli carolini e romanici) in un monumento, è invece nel Palazzo Vescovile di Montepulciano: essa ha i caratteri incisi e riempiti di un impasto color avorio, in modo da ottenere un effetto di raffinata luminosità. La cornice del complesso sembra invece andata persa. 
L'opera aveva un carattere policromo e polimaterico, con ornamenti in bronzo dorato che non si limitavano all'iscrizione, ma riguardavano anche le nappe del cuscino dove la statua del defunto poggia la testa e forse altri particolari.
Tra le varie ipotesi ricostruttive (se ne contano ben sei), c'è concordia circa la collocazione dei due bassorilievi sul sarcofago con al centro la lastra bronzea, mentre variano la forma dell'inquadratura architettonico, il numero e la disposizione delle statue. 
Le testimonianze antiche permettono di ricostruire integralmente il testo dell'epigrafe: «AMATORI PATRIE / CONSERVATORI / REIPVBLICE BAR/THOLOMEO DOC/TISSIMO APVD MA/RTINVM QVINTVM / PONTIFICEM MAXI/MVM CONSILIORV/M OMINVM PARTICI/PI IMMATVRE ABS/VMPTO POSTERI / DEDICAVERVNT / ET BENEMERENTI» ("Al coltissimo Bartolomeo, amante della patria, protettore del bene pubblico, presso il pontefice Martino V, consigliere in tutte le decisioni, defunto immaturamente, i posteri dedicarono come a benefattore"). Tale iscrizione connotava fortemente il monumento con un carattere aulico e antiquario, celebrativo dell'ambiente romano in cui l'umanista aveva conseguito una brillante carriera. Tra i possibili dettatori, si sono fatti i nomi di Poggio Bracciolini, stretto amico dell'Aragazzi, o di Niccolò Niccoli, gravitante nei circoli letterari di Montepulciano.

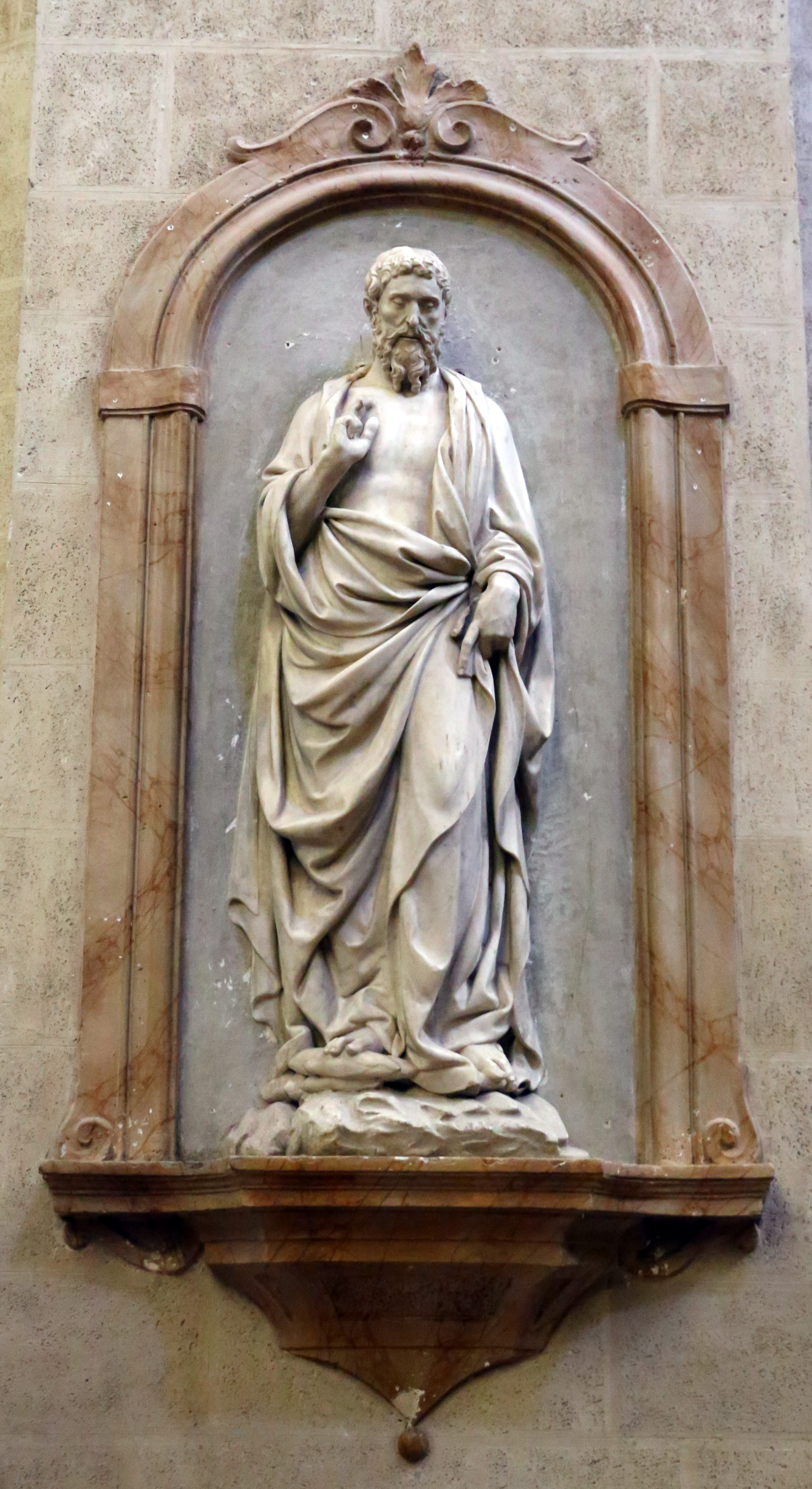
Cristo benedicente
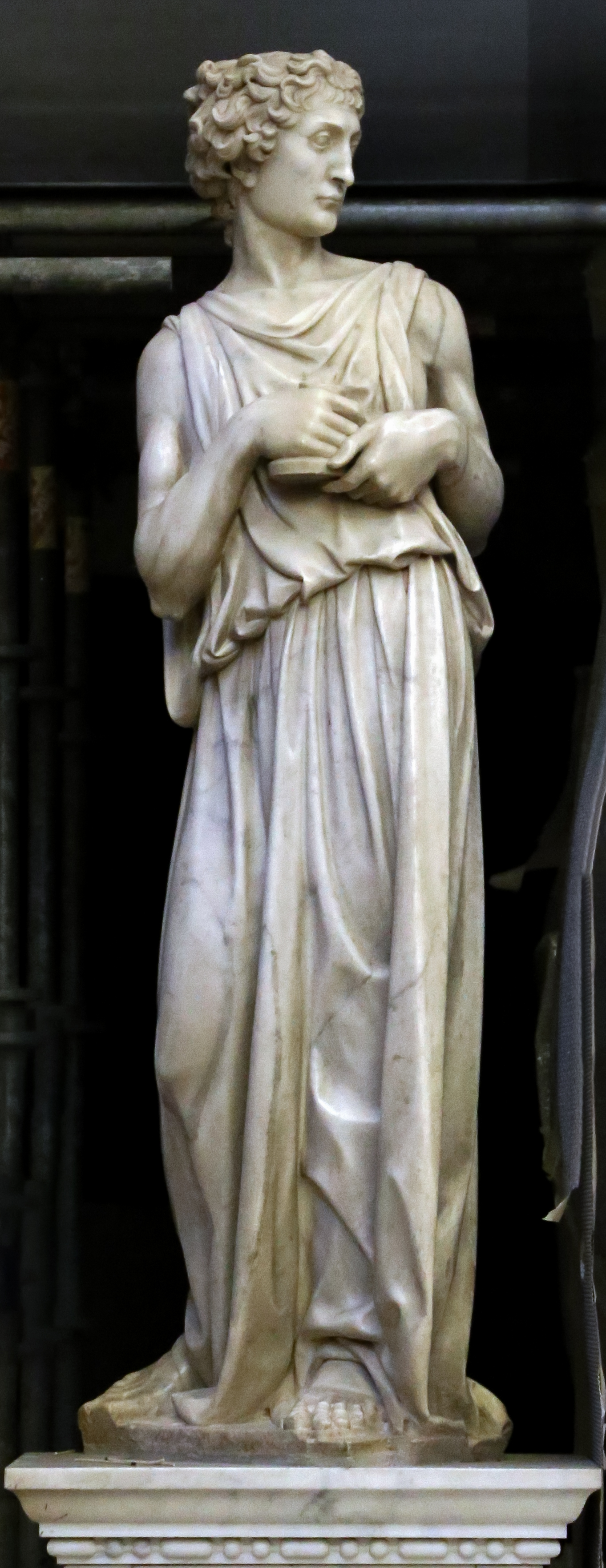
Virtù
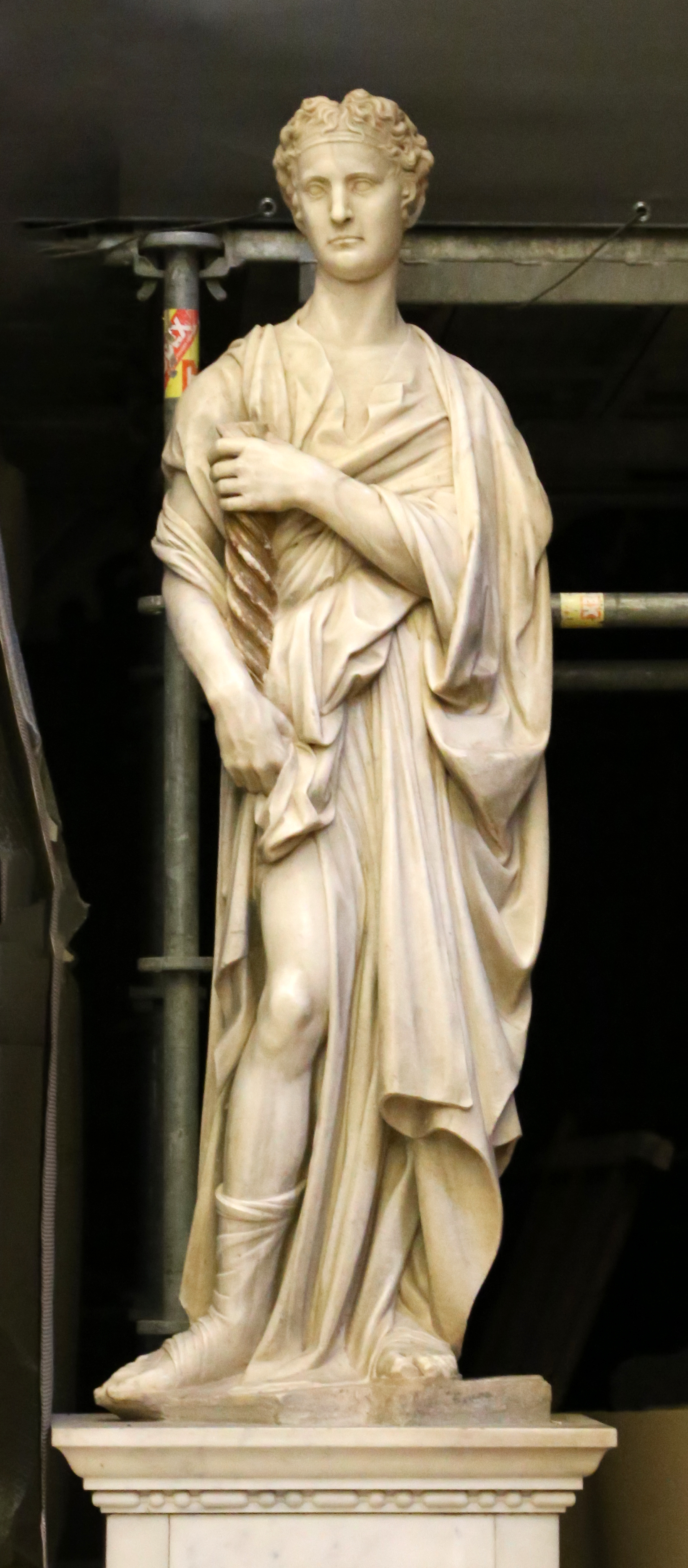
Virtù
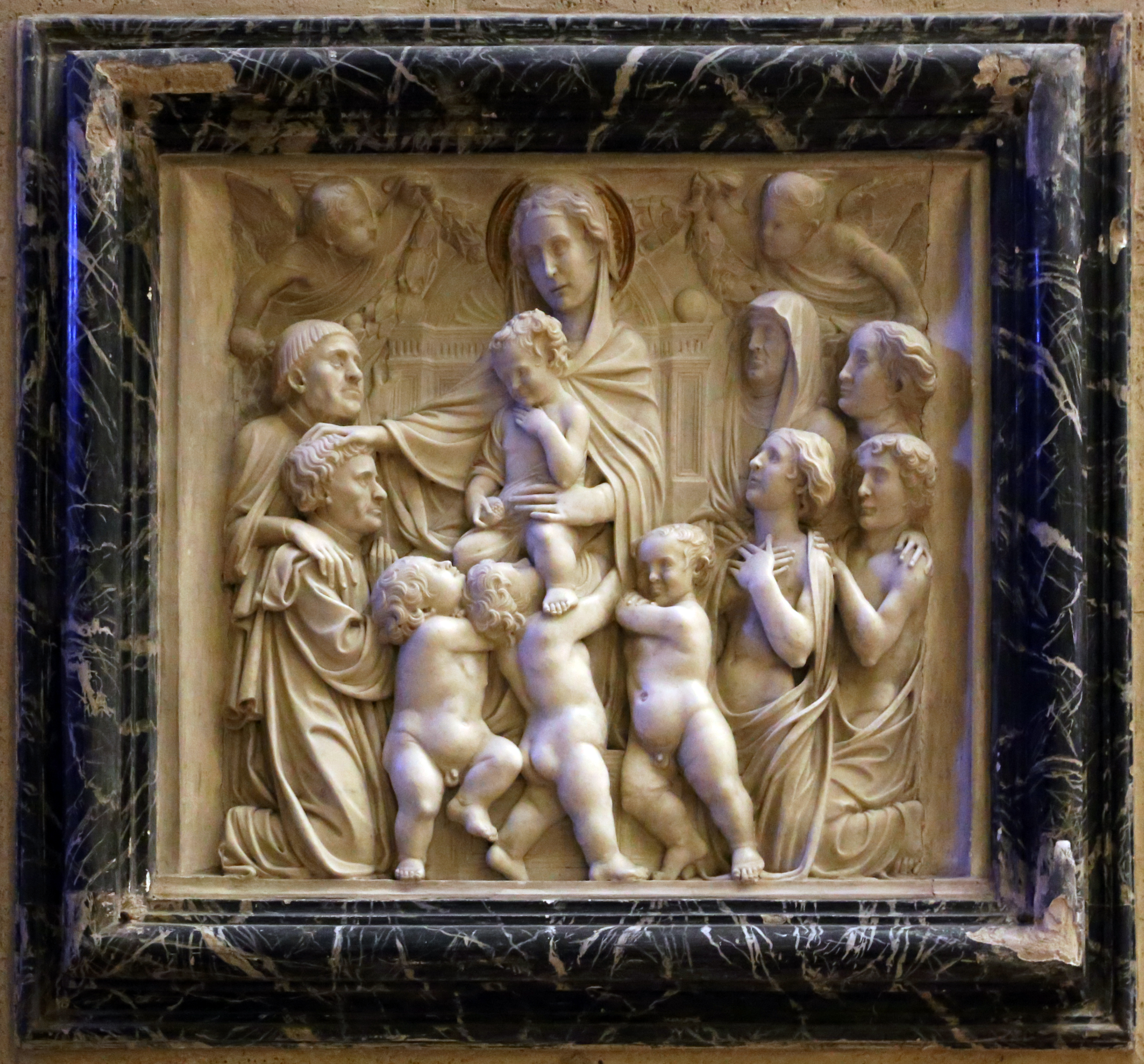
Madonna che benedice il defunto
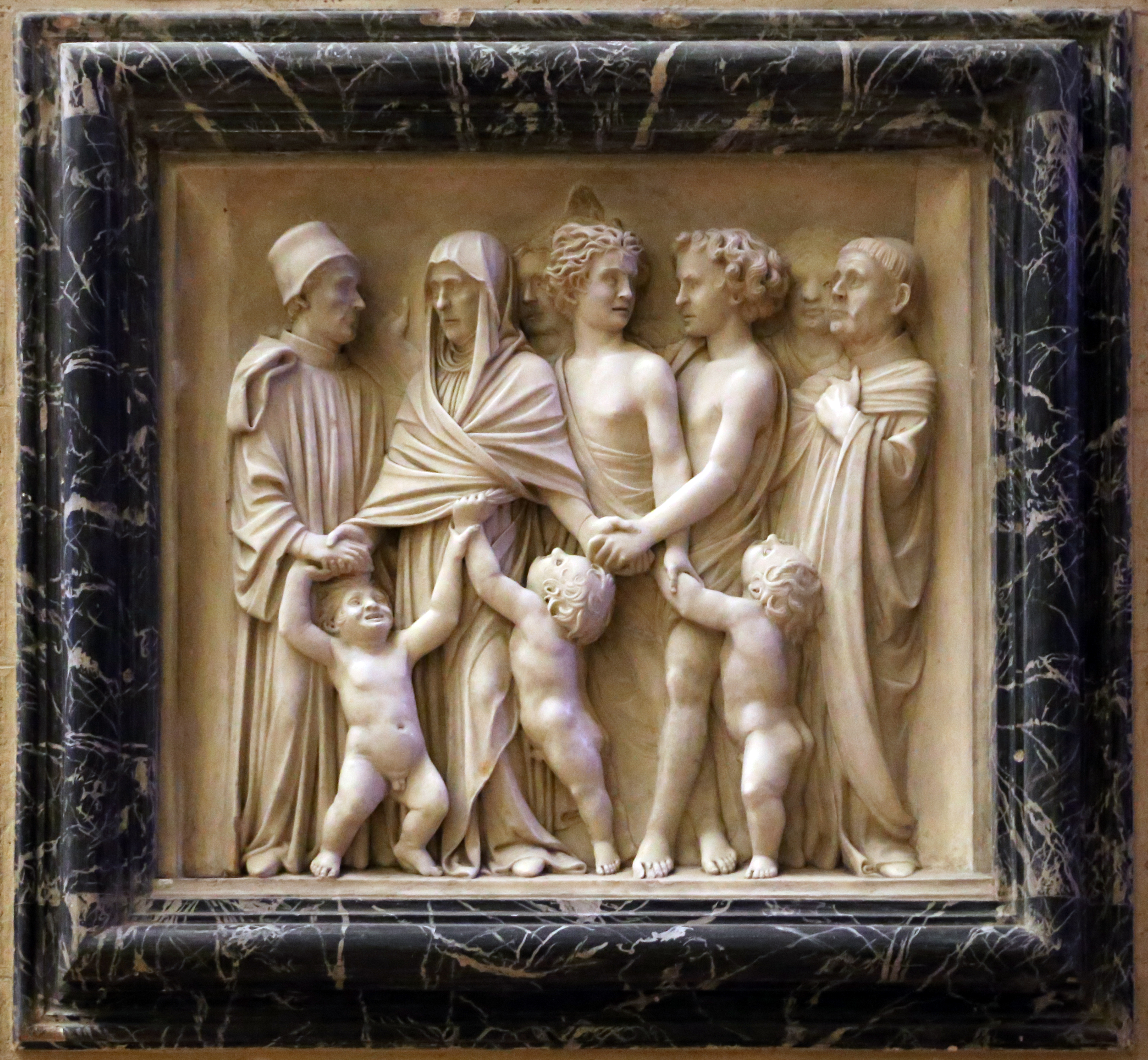
Defunto accolto in paradiso dalla famiglia
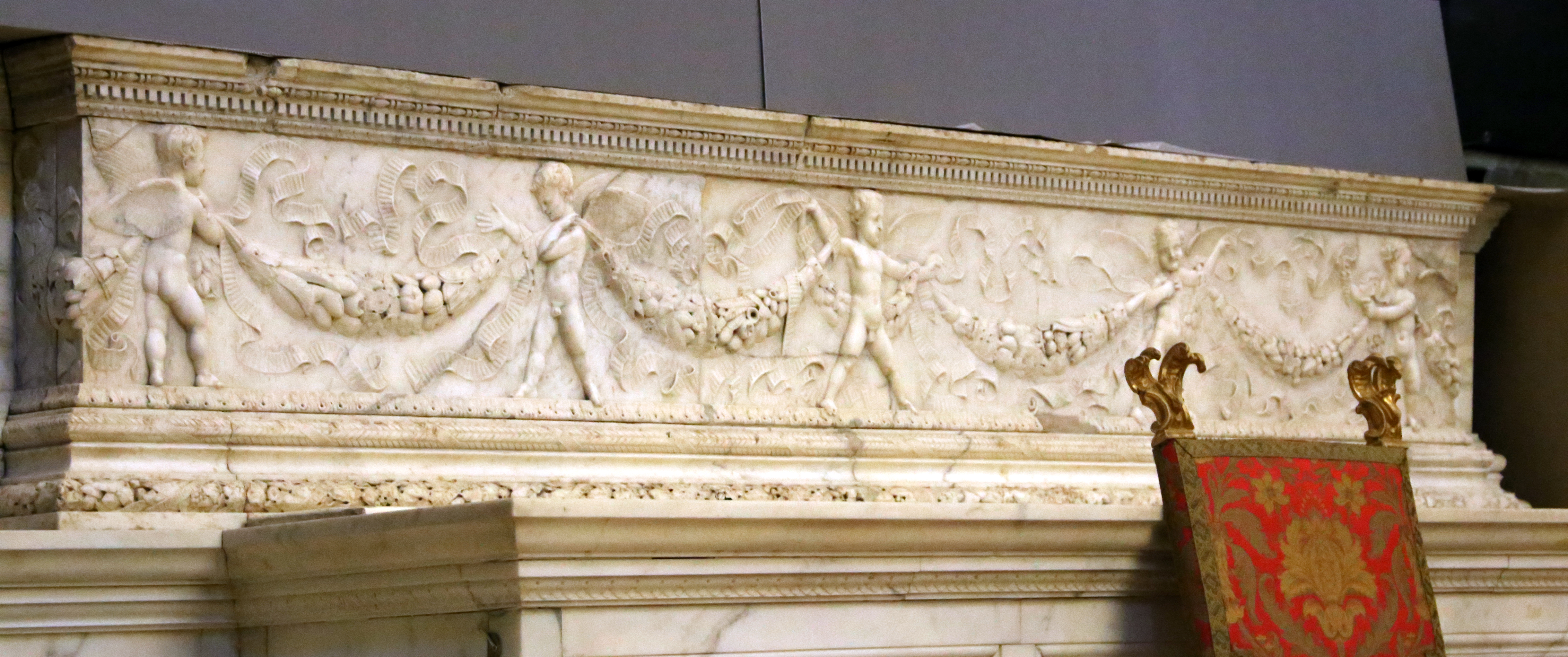
Il basamento, oggi gradino dell'altare maggiore del Duomo
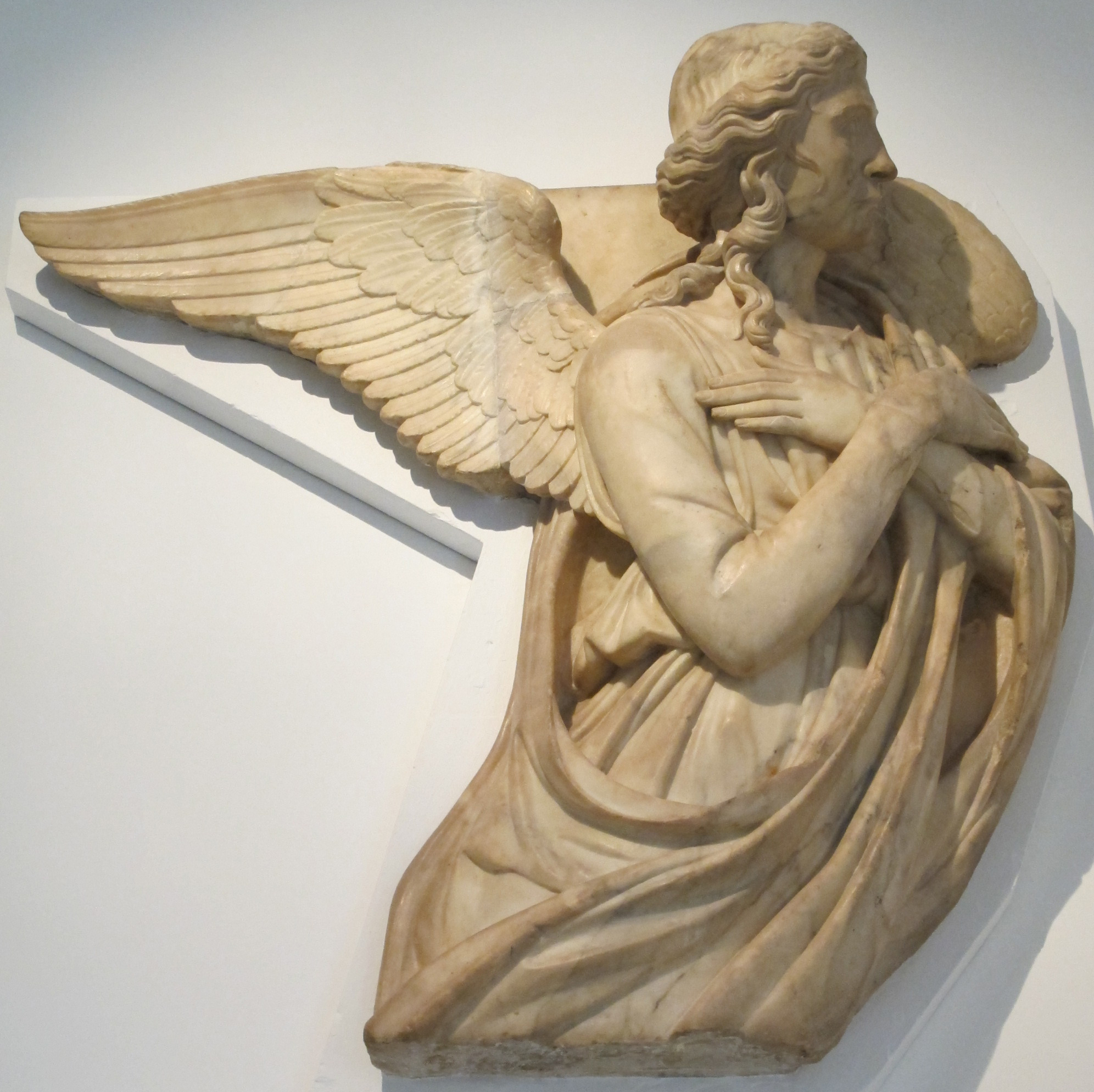
Angelo adorante, al V&A Museum
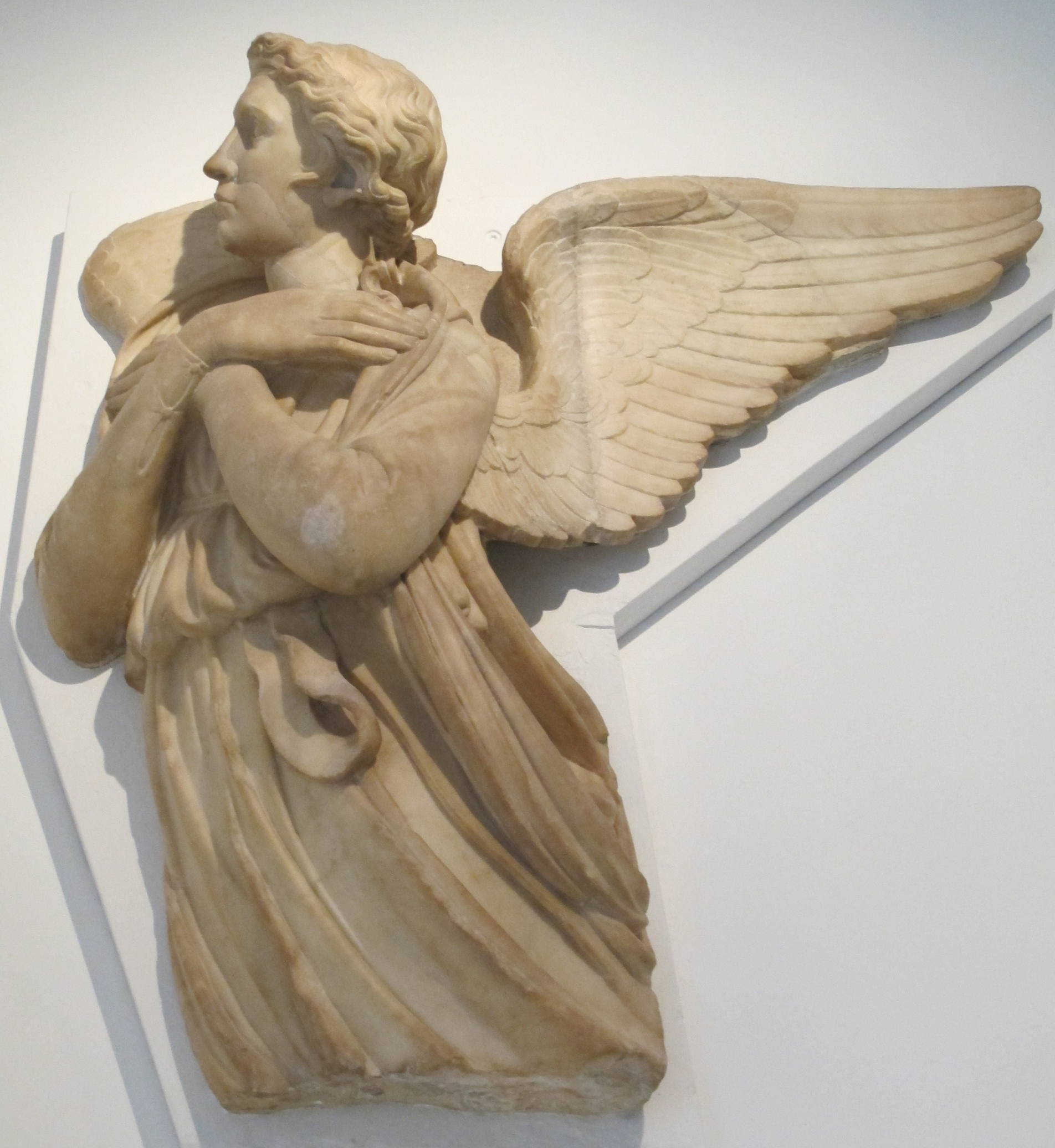
Angelo adorante, al V&A Museum